# Гардекнут (король Йорвіку)
Гардекнут або Айрдеканут (*Harðaknútr, д/н — бл. 902) — король Йорвіку в 900—902 роках.

## Життєпис
Про походження Гардекнута нічого невідомо. Вважається, що був впливовим та знатним вікінгом. Напевне був нащадком перших вождів, що захопили Нортумбрію. Відомо, що Гардекнут сповідував християнство. У 900 році підтримав повстання проти короля Кнута Рьоріксона. Після цього став співкоролем разом з Етельвальдом.
На відміну від останнього, що діяв в області Темзи, Кента та Ессексу, король Гардекнут здійснював походи до західної Мерсії. Результати військових кампаній цього володаря напевне невідомо. Від нього залишилося декілька срібних монет. Помер або загинув у 902 або 903 році. Після нього трон посіли нащадки Рагнара Лодброка — Гальфдан II, Еовілс, Івар.